# Ionosfera marciana
A ionosfera marciana é uma camada da atmosfera de Marte cujos gases se encontram ionizados devido à radiação solar. Suas características e camadas são diferentes aos da ionosfera terrestre, muito mais estudada.
Grande parte das características que conhecemos da ionosfera marciana provêem das amostras obtidas pela sonda Mars Express, que alcançou Marte no final de 2003 e de seu radar MARSIS (Mars Advanced Radar for Subsurface and Ionosphere Sounding), que começou a operar em 2005.

## Características
Há várias camadas na ionosfera marciana que, igualmente no caso terrestre, variam com os ciclos dia-noite, as estações do ano e as interações com o fraco campo magnético marciano.
As distintas camadas vem definidas pela diferente altura à que se refletem as ondas de distinta frequência. As duas principais se encontram situadas a uns 110 e 135 km de altura. Existe ainda mais uma terceira camada volátil ainda mais próxima à superfície (entre 65 e 110 km de altura). A existência desta camada se tem explicado extrapolando o ocorrido no caso terrestre, onde esta camada (permanente na Terra), denominada meteórica é devida ao intercambio de cargas entre a atmosfera e os meteoritos.